# Saint-Gaudens
Saint-Gaudens (in fr.: sɛ̃godɛ̃ːs) è un comune francese di 11 753 abitanti (2010), sede di sottoprefettura, situato nel dipartimento dell'Alta Garonna nella regione dell'Occitania.
Il 20 febbraio 2008 parte del suo territorio si è distaccata formando il nuovo comune di Lieoux.

## Geografia fisica

### Territorio
Saint-Gaudens è situata nella regione storica del Comminges, ai piedi dei Pirenei centrali, a circa 80 km di distanza in linea d'aria da Tolosa (a nord est) e a 90 km da Pau (a nord-ovest), su un bassopiano la cui altitudine è di circa 400 m s.l.m. La frontiera spagnola si trova a soli 27 km a sud della città. La Garonna scorre non lontano dal centro storico, lambendo la periferia meridionale di Saint-Gaudens.

### Clima
| Staz. di Saint-Gaudens   | Gen  | Feb  | Mar  | Apr   | Mag  | Giu  | Lug  | Ago  | Set  | Ott  | Nov  | Dic  | Anno  |
| ------------------------ | ---- | ---- | ---- | ----- | ---- | ---- | ---- | ---- | ---- | ---- | ---- | ---- | ----- |
| Temp. minima media (°C)  | 0,3  | 0,1  | 3,1  | 6,3   | 10,0 | 14,3 | 15,7 | 15,6 | 12,5 | 9,2  | 4,2  | 0,5  | 7,5   |
| Temp. media (°C)         | 5,2  | 5,6  | 9,2  | 11,8  | 15,2 | 19,5 | 21,0 | 21,0 | 18,3 | 14,9 | 9,1  | 5,0  | 12,9  |
| Temp. massima media (°C) | 10,1 | 11,1 | 15,2 | 17,3  | 20,3 | 24,6 | 26,3 | 26,4 | 24,1 | 20,5 | 13,9 | 9,6  | 18,1  |
| Precipitazioni (mm)      | 70,7 | 45,3 | 68,9 | 106,7 | 94,8 | 47,0 | 33,8 | 52,8 | 61,8 | 51,6 | 69,6 | 71,2 | 764,6 |

## Storia
Anticamente, una strada romana diretta a Tolosa attraversava la vasta zona rurale nei pressi di dove sorge l'attuale città di Saint-Gaudens.
Nel 475 un giovane ragazzo cristiano di nome Gaudens venne ucciso e decapitato dai Visigoti per aver sostenuto la propria fede e fu sepolto in questa zona dove si formò una comunità religiosa che ricordava il suo martirio.
Successivamente attorno al VIII secolo alcuni monaci costruirono in questo luogo un monastero e una chiesa per custodire le sue reliquie sviluppando il culto di questo martire.
Nel IX secolo la città assunse il mome attuale.
Nel 1212 e ancora una volta nel 1216, la città ospitò i crociati in transito guidati da Simone IV di Montfort. 
Nel XIII secolo la città divenne un importante centro commerciale e in sua difesa vennero erette delle mura con due porte e vennero scavati dei fossati attorno.
Il 12 gennaio 1309 papa Clemente V visitò la città e con una bolla datata 20 gennaio dello stesso anno riconobbe l'autenticità delle reliquie custodite concedendo numerose indulgenze per incoraggiare i pellegrini a visitare il santuario.
Tuttavia i successivi secoli XIV e XV segnarono per la città una profonda crisi economica per le devastazioni causate da guerre civili e guerre di religione a cui fece seguito nel secolo XVI la ricostruzione delle fortificazioni di difesa con una seconda cinta muraria con cinque porte.
Il 2 agosto 1569, la città fu conquistata dagli Ugonotti guidati dal Conte di Montgomery e la città e la sua chiesa vennero saccheggiate e depredate, 
Tuttavia le preziose reliquie del santo furono salvate grazie al loro trasferimento temporaneo in un'altra chiesa vicina.
Dopo la riconquista della città da parte dei cattolici, nel 1661 le reliquie del santo tornarono nella loro collocazione originaria.
Durante i secoli XVII e XVIII la città crebbe di importanza fino al momento della Rivoluzione francese quando gran parte delle memorie storiche cittadine venne distrutta.

### Simboli
Lo stemma è in uso dal 1696. La campana d'argento in campo azzurro era il simbolo dell'antica provincia del Couserans, in Guascogna.

## Società

### Evoluzione demografica
Abitanti censiti

## Amministrazione

### Gemellaggi
- Avranches
- Barbastro
- Vielha e Mijaran